# 李相稷
李 相稷（イ・サンジク、朝鮮語: 이상직、1963年2月23日〈旧暦1月30日〉 - ）は、大韓民国の政治家、実業家。イースター航空の創業者であり、同社の総括会長を務めた。政界入り後は共に民主党所属の国会議員、中小ベンチャー企業振興公団の理事長を務めた。

## 経歴
全羅北道金堤市出身。全州中央小学校、全羅中学校、全州高校卒業。東国大学校で経営学学士号、高麗大学校経営大学院で経営学修士号をそれぞれ取得した。
イースター航空の会長のほか、全州大学校客員教授、全北大学校招聘教授、中央大学校行政大学院客員教授を歴任した。鄭東泳との縁により政界入りした後、2012年の第19代総選挙で民主党系政党の候補として、全羅北道全州市の選挙区で初当選し、国会議員を4年間務めたが、2016年の第20代総選挙前の共に民主党の党内予備選挙で脱落し、同党の候補者公認を受けることができなかった。第20代総選挙で落選した後、2018年頃には中小ベンチャー企業振興公団の理事長に任命された。その後、2020年の第21代総選挙で再び当選したため、国会議員を合算2期務めた。しかし、2020年9月にイースター航空の従業員の大量解雇問題の責任を取るために共に民主党を離党し、2021年4月に現職の国会議員の身分のままで検察により横領・背任などの容疑で捜査を受けていたため、現職の国会議員の身分に関連する法律に基づき、国会で李の逮捕動議案が提出された後、255名の出席議員により賛成206票、反対38票、棄権11票で可決された。これにより李の身柄を拘束することができ、検察側は強制捜査を始めた。その後、収監中に下記の有権者買収の公職選挙法違反疑惑により、検察に再び起訴された。2022年5月に大法院で公職選挙法違反による当選無効相当の判決が確定し、国会議員職を失職した。

## 犯罪
2015年10月30日に成立したイースター航空の親会社のイースターホールディングスは、李の息子と娘が全株式を保有する会社であり、実態はペーパーカンパニーと見られる。成立当時の資本金が3000万ウォンに過ぎなかったが、同社は設立のわずか2ヶ月後に出所不明の資金を持ってイースター航空の株式の約68%である524万株を買い取り、イースター航空の最大の株主になった。李の子女は経営活動を行う形跡がないにもかかわらず、会計士の推計によるとこの取引の過程における買収金は100億ウォン以上と見られるが、当該資金の出所は解明されてなかった。また、同社の株式524万株の当時の時価はおよそ540億ウォンだが、わずか約100億ウォンで売られたため、結果的にイースター航空に約430億ウォンの損害を与えた。
2021年4月28日、李は上述の取引で業務上横領・背任の疑いで拘束され、同年5月14日に全州地検により特定経済犯罪加重処罰等に関する法律への違反、業務上横領、政党法違反の容疑で起訴された。2021年10月28日に仮釈放され、裁判で検察側は懲役10年の有期刑を求刑した。2022年1月12日、業務上横領・背任などの罪で全州地裁により懲役6年の有期刑を言い渡され、法廷で拘束された。
また、李は選挙活動中にイースター航空の資金や中小ベンチャー企業振興公団の公金を使い、選挙区の有権者に酒類を配った公職選挙法違反容疑により、2021年6月16日の1審で懲役1年4ヶ月、執行猶予2年の有期刑が宣告された。後に上訴したが、前述の横領・背任罪の収監中の2022年5月に当選無効の判決を受けた。2023年4月27日には大法院が横領・背任罪で懲役6年を言い渡し、判決が確定した。

## 疑惑
第19代総選挙を控えた時期に選挙組織に準するグループを運営し、イースター航空前代表の地位を利用して事前選挙運動をしたという公職選挙法違反の容疑で、2013年に80万ウォンの罰金刑を受けた。また、2012年3月末、イースター航空側が従業員に「総選挙で良い結果になるよう、注目と応援をお願いします」と後援金の寄付方法を案内するEメールを送ったが、メールの中には「自発的」と強調したが「印刷せずに後に削除してほしい」という部分もあったため、寄付の強要を感じる従業員もいた。JTBCはこの疑惑について、2020年に李に釈明を要請したが、李相稷は応じなかった。
2019年6月18日、当時野党だった自由韓国党の郭尚道議員は文在寅大統領の娘婿Aがイースター航空のタイの子会社である「タイイースタージェット」に特権で就職したという疑惑を提起した。調査の過程中に当該会社の訓練局長として1年間在職した日本人は、AがJamesという英文の名前を使い、「タイイースタージェット」の高位職を務めたという証言を残し、「Aが航空関連の知識や経験もなく、英語力も著しく低いが、どのような経緯でこの会社に就職したのは疑問だ」とし、「文在寅大統領の娘婿という私的な人脈を利用して、イースター航空の韓国本社と韓国政府に影響力を行使できる状況に見えた」という情況も伝えた。この事件が問題になった原因は、イースター航空の経営難で所属職員の大量解雇と会社法人の破産の渦中、イースター航空の実質的オーナーである李相稷が個人的な目的のために職権を利用し、第20代総選挙での落選以後にAの就職を斡旋し、その後に中小ベンチャー企業振興公団の理事長に任命されたという疑わしい出来事があった。また、同社の財務状況に大きな疑問点があるほか、Aのタイへの移民を推進し、文在寅大統領の娘の一家がタイに転居したことに関しても、李が便宜を提供したのではないかという疑惑があった。